# Пхумі Вонґвікіт
Пхумі Вонґвікіт (лаос. ພູມີ ວົງວິຈິດ; 6 квітня 1909 — 7 січня 1994) — лаоський політик, виконував обов'язки президента Лаосу від жовтня 1986 до серпня 1991 року.

## Біографія
Народився у провінції Сіангкхуанг у родині цивільного службовця. Освіту здобував у столиці, місті В'єнтьян, після чого вступив на службу до колоніальної адміністрації. Працював у В'єнтьяні, Луанґпхабанґу та Сіангкхуангу. 1939 року зайняв посаду керівника округу у Сіангкхуангу, а від 1940 до 1945 року обіймав аналогічну посаду у В'єнтьяні. У січні 1945 року Пхумі Вонґвікіт став губернатором Хуапхану, займав той пост до капітуляції Японії в серпні 1945 року. Наступного місяця він співпрацював з вільними французькими силами, які ненадовго захопили місто Самниа, втім згодом він приєднався до антиколоніального руху Лао Іссара і тісно співпрацював з організацією В'єтмінь задля протистояння французькому пануванню в Індокитаї.
1946 року, після повернення французів до влади в Лаосі, Пхумі вирушив до північного Таїланду, де впродовж наступних трьох років був активним діячем Лао Іссара. Наприкінці 1949 року він став одним з небагатьох лаосців, хто приєднався до Суфанувонга у північному В'єтнамі. Там він узяв участь в установчих зборах Фронту вільного Лаосу, за результатами якого Пхумі Вонґвікіта обрали генеральним секретарем Фронту, а також призначили на посаду міністра внутрішніх справ і віцепрем'єр-міністра уряду, який було створено на противагу королівському урядові у В'єнтьяні. Той уряд не отримав міжнародного визнання, втім Пхумі номінально зберігав свої посади до того моменту, поки Женевські угоди 1954 року не завершили Першу індокитайську війну.
1954 та 1955 року очолював делегацію Патет Лао на перемовинах з королівством Лаос щодо реінтеграції провінцій Пхонгсалі та Хуапхан. У березні 1955 року Пхумі став одним із засновників Народно-революційної партії Лаосу та був обраний до складу її політбюро. У січні наступного року його обрали до складу Центрального комітету Лаоського патріотичного фронту. 1956 Пхумі Вонґвікіт продовжив участь у перемовинах з монархією, що завершились наступного року підписанням В'єнтьянських угод, що відкрили шлях до формування першого коаліційного уряду, в якому Пхумі зайняв посаду міністра релігії та мистецтва. Від того часу він виявляв жвавий інтерес до буддійської Санґга, визнаючи її потенціал як органу пропаганди опозиції проти американізації лаоського суспільства, а також як засіб поширення лаоських культурних цінностей.
За результатами довиборів, що відбулись у травні 1958 року Пхумі був обраний депутатом Національних зборів Луанґпхабанґу. Під час політичної кризи, що виникла після електоральних успіхів лівих, Пхумі Вонґвікіт втратив свій міністерський портфель. У липні 1959 року його заарештували разом з іншими діячами Патет Лао, ув'язнили, але суду не було. У травні 1960 року він разом з Суфанувонгом зміг утекти та здійснив тривалий марш до територій, підконтрольних Патет Лао.
Після битви при В'єнтьяні, що відбулась у грудні 1960 року між нейтралістами та роялістами, та подальшого відступу нейтралістських сил на рівнину Джарс, Пхумі відіграв значну роль в організації співпраці між Патет Лао та нейтралістами. Також він очолював делегацію Патет Лао на Женевській конференції з питань нейтралітету Лаосу 1962 року, а також обіймав посаду міністра інформації, пропаганди і туризму в другому коаліційному уряді. 1964 року після серії політичних убивств, Пхумі залишив В'єнтьян разом з іншими міністрами Патет Лао.
На той момент Лаос був втягнутий до Другої індокитайської війни між Сполученими Штатами та Північним В'єтнамом. Упродовж наступних десяти років Пхумі Вонґвікіт чергував життя у печерах В'єнґсай із участю в делегаціях Патет Лао на різних міжнародних зборах комуністів. Він зберіг свої посади у Політбюро та в Лаоському патріотичному фронті, а також відіграв визначну роль у перемовинах, що 1974 року призвели до формування третього коаліційного уряду, в якому сам Пхумі зайняв посаду віцепрем'єр-міністра та міністра закордонних справ.
Після завершення громадянської війни та створення Лаоської Народно-Демократичної Республіки у грудні 1975 року, Пхумі був призначений на посаду другого віцепрем'єра та міністра освіти, спорту та релігійних справ. У рамках реорганізації, що відбулась після III Конгресу Народно-революційної партії 1982 року, Пхумі Вонґвікіт став членом Внутрішнього кабінету, що відповідав за освіту, інформацію та культуру. 1986 року, коли Суфанувонг був змушений піти з посади президента Лаосу за станом здоров'я, Пхумі Вонґвікіт тимчасово замінив його на посадах голови держави, партії Лаоського фронту національного будівництва. У березні 1991 року на V Конгресі партії було прийнято рішення про його вихід у відставку з посади тимчасового президента, а також зі складу Політбюро. Офіційно залишив пост голови держави 15 серпня того ж року.
Після відставки Пхумі Вонґвікіт разом із принцом Суфанувонгом стали офіційними радниками Центрального комітету партії.
Помер 1994 року у В'єнтьяні.